# Земля изобилия
«Земля изобилия» (англ. Land of Plenty) — фильм Вима Вендерса, снятый в 2004 году. Фильм создан в псевдодокументальной манере, знаменуя возвращение автора к жанру «роуд-муви».

## Сюжет
Действие фильма происходит в Лос-Анджелесе, в 2000-е годы. Лана — миссионер и гражданин мира, возвращается из очередного путешествия из Палестины. Она не понаслышке знает, как живут в странах Третьего мира, и теперь занимается тем, что помогает нищим и бездомным в Лос-Анджелесе. Для Ланы все равны и все нуждаются в поддержке, вне зависимости от национальности и цвета кожи. Её дядя Пол — ветеран войны во Вьетнаме, наоборот, в каждом арабе видит потенциального террориста. После террористических актов 11 сентября 2001 года его подозрительность становится параноидальной. Недалеко от миссионерского приюта Ланы убивают нищего пакистанца. Лане и Полу предстоит перевезти тело погибшего его брату.

## В ролях
| Актёр          | Роль         |
| -------------- | ------------ |
| Мишель Уильямс | Лана         |
| Джон Дил       | Пол          |
| Шон Тауб       | Хасан        |
| Уэнделл Пирс   | Генри        |
| Ричард Эдсон   | Джимми       |
| Глория Стюарт  | Пожилая леди |

## Призы и премии
- 2004 — Участник основного конкурсного показа Венецианского кинофестиваля. Приз UNESCO Венецианского кинофестиваля.

## Технические данные
Фильм снят камерой Panasonic AG-DVX100 .